# Сілівашу-де-Кимпіє (комуна)
Сілівашу-де-Кимпіє (рум. Silivașu de Câmpie) — комуна у повіті Бистриця-Несеуд в Румунії. До складу комуни входять такі села (дані про населення за 2002 рік):
- Драга (52 особи)
- Порумбеній (13 осіб)
- Сілівашу-де-Кимпіє (1048 осіб) — адміністративний центр комуни
- Финацеле-Сілівашулуй (108 осіб)

Комуна розташована на відстані 295 км на північний захід від Бухареста, 41 км на південь від Бистриці, 53 км на схід від Клуж-Напоки.

## Населення
За даними перепису населення 2002 року у комуні проживала 1221 особа.
Національний склад населення комуни:
| Національність | Кількість осіб | Відсоток |
| -------------- | -------------- | -------- |
| румуни         | 1153           | 94,4%    |
| цигани         | 63             | 5,2%     |
| угорці         | 5              | 0,4%     |

Рідною мовою назвали:
| Мова      | Кількість осіб | Відсоток |
| --------- | -------------- | -------- |
| румунська | 1217           | 99,7%    |
| угорська  | 4              | 0,3%     |

Склад населення комуни за віросповіданням:
| Релігія        | Кількість осіб | Відсоток |
| -------------- | -------------- | -------- |
| православні    | 1180           | 96,6%    |
| адвентисти     | 25             | 2,0%     |
| греко-католики | 6              | 0,5%     |
| римо-католики  | 2              | 0,2%     |
| реформати      | 2              | 0,2%     |
| п'ятдесятники  | 1              | 0,1%     |